# Nagai

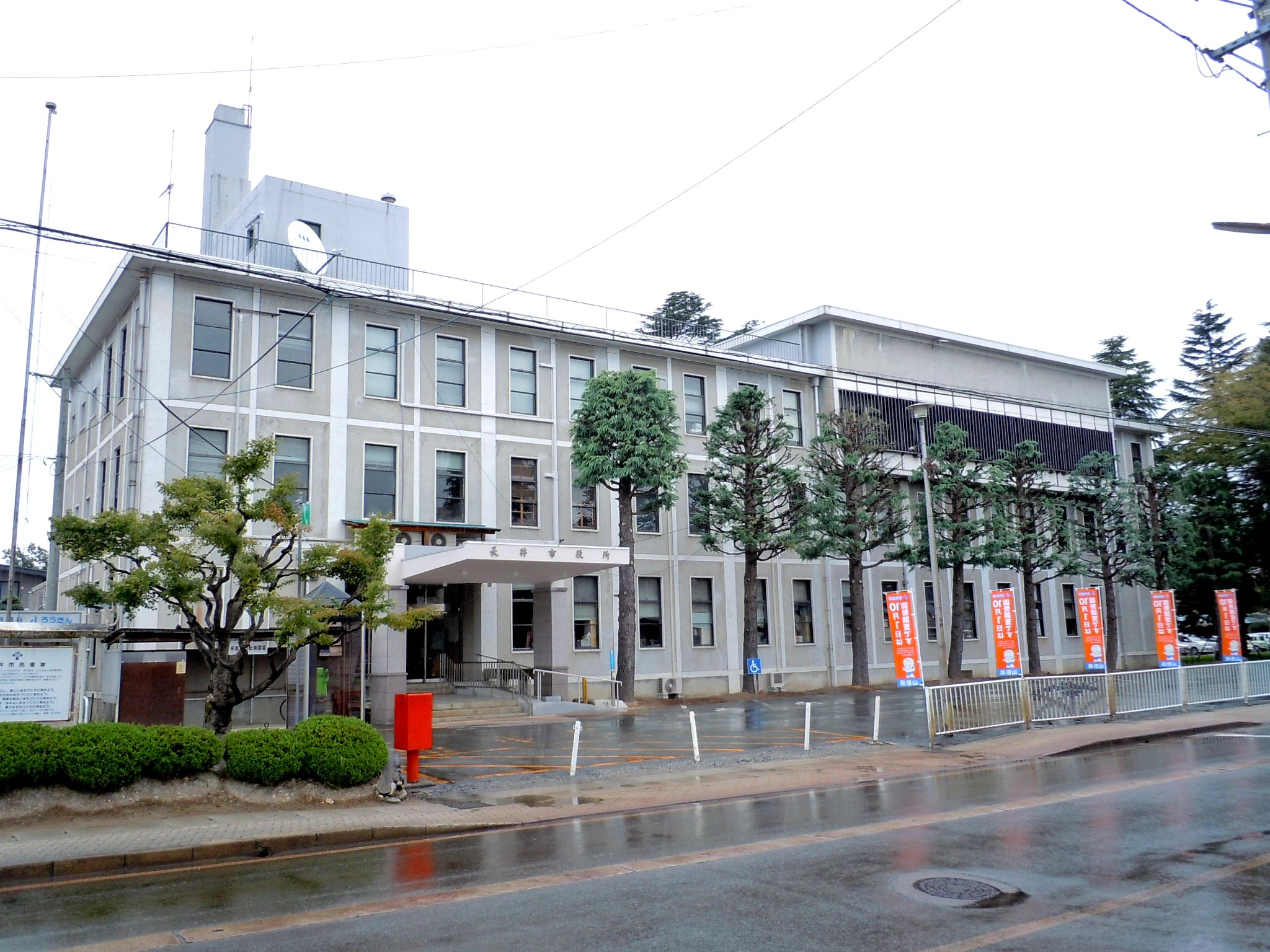
Stadshuset i Nagai

Nagai (japanska: 長井市?, Nagai-shi)  är en stad i den japanska prefekturen Yamagata på den norra delen av ön Honshu. Nagai fick stadsrättigheter 15 november 1954.